# Cameron Kurle
Cameron Kurle (né le 19 juillet 1997) est un nageur britannique, spécialiste du de nage libre.
En tant que junior, il remporte une médaille d’or et deux d’argent lors des Jeux européens de 2015. Il remporte la médaille d’argent du relais 4 x 200 m lors des Jeux du Commonwealth de 2018.